# 自體免疫性疾病
自體免疫性疾病（英語：Autoimmune disease），是指人體異常的免疫反應攻擊正常細胞所產生的狀況。目前發現的至少有80種這類的疾病。幾乎可發生在人體的任何部位。常見症狀包括發燒、感到疲勞。症狀經常是斷續式的發作。
病因通常不明。一些自體免疫性疾病，例如全身性紅斑狼瘡會在家族內傳布，在某些情況下可能是由感染或其他環境因素所誘發。一般常被歸類為自體免疫性疾病的有乳糜瀉、1型糖尿病、瀰漫性毒性甲狀腺腫（另稱格雷夫斯症）、炎症性腸病、多發性硬化症、銀屑病（另稱為乾癬、牛皮癬）、類風濕性關節炎、和全身性紅斑狼瘡。有時不易診斷。
治療方式取決於病情的類型和嚴重程度。常用到非類固醇抗發炎藥（NSAIDs，或稱為非甾體抗炎藥）和免疫抑制劑。偶爾需要使用靜脈注射免疫球蛋白。治療通常能改善症狀，但無法治癒。
美國約有2,400萬人（佔總人口7％）患有自體免疫性疾病。女性發生率比男性要高。通常在成年期開始發作。自體免疫性疾病首度在1900年代初期受到描述。

## 體徵和症狀

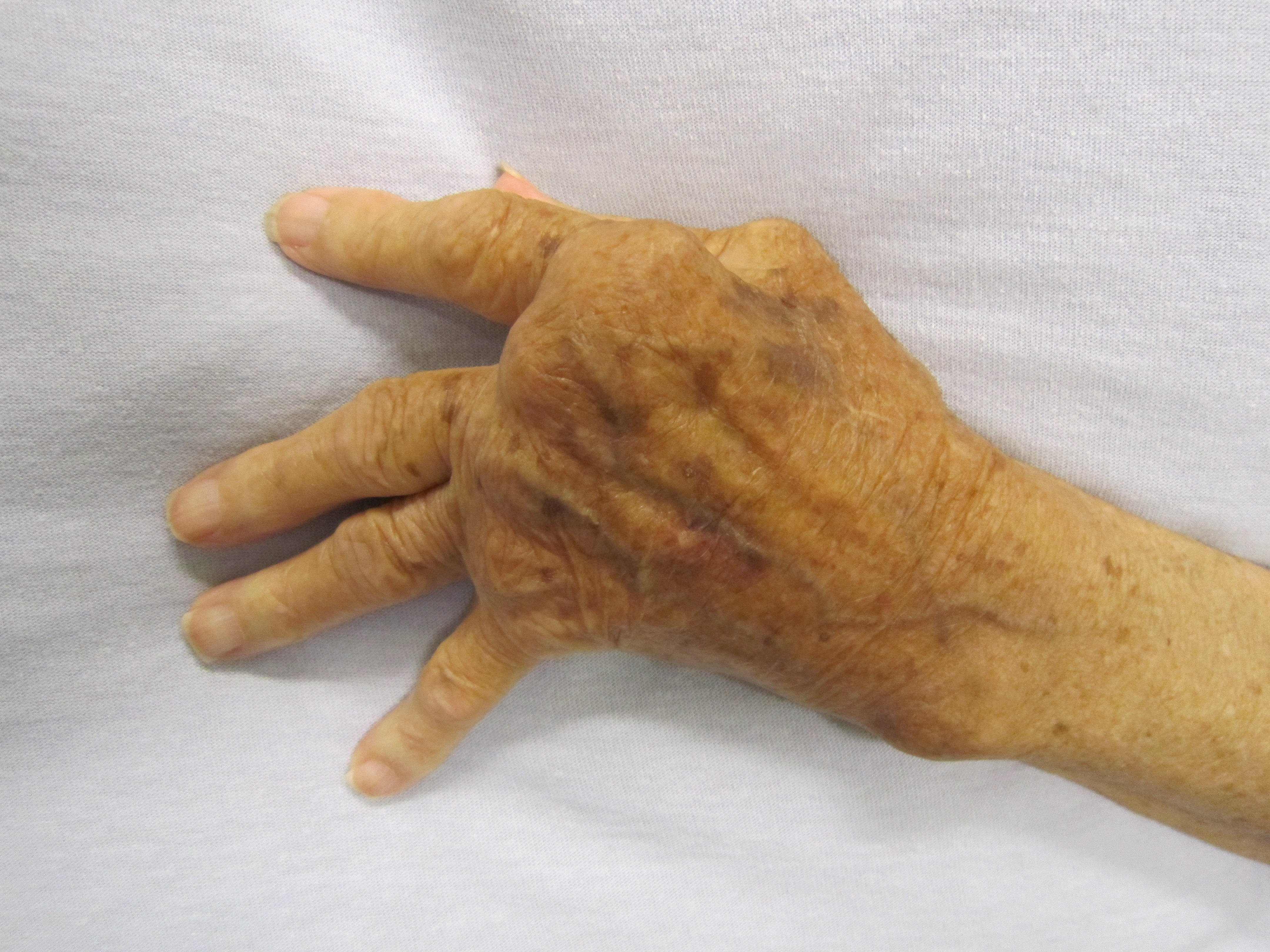
罹患類風濕關節炎患者的手部

這80多種不同的自體免疫性疾病有類似的症狀表現。自體免疫反應症狀表現和嚴重程度取決於發生所在的身體部位和類型。一個人可能同時患有超過一種這類疾病，並可見其多重疾病的症狀。出現的症狀和體徵及疾病本身會受到其他因素影響，例如年齡、激素、和環境因素。常見的症狀有：
- 疲勞
- 低度發燒
- 身體不舒服（不適）
- 肌肉酸痛和關節痛
- 皮膚不同部位出疹

前述體徵和症狀表現可能起起伏伏，當再次發作時，稱為復發（英語：Flare-up）。這些體徵和症狀可在使用自體免疫性疾病的生物標記作診斷時提供佐助。
常會受到自體免疫性疾病影響的人體部位包括有：血管、結締組織、關節和肌肉、紅血球、皮膚、和內分泌腺（例如甲狀腺或胰臟）。
這些疾病通常具有自體免疫性疾病特有的病理特徵。依據疾病不同的位置，這些特徵包括對發生異常免疫反應的組織造成損傷和破壞、改變器官的生長或功能。有些疾病只針對特定器官並僅影響某些組織，而另一些則是影響到全身組織的全身性疾病。疾病類別不同的病患可能有不同的體徵和症狀。

### 癌症
研究顯示自體免疫性疾病與癌症有高關聯性，罹患自體免疫性疾病會增加某些癌症的風險或機率。自體免疫性疾病透過各種機制引起發炎，造成發炎的方式並不會大幅影響罹癌風險，相對的，風險取決於自體免疫性疾病增加癌症相關的慢性發炎。常見與癌症相關的自體免疫性疾病包括：乳糜瀉、炎症性腸病（克隆氏症和潰瘍性結腸炎）、多發性硬化症、類風濕性關節炎、和全身性紅斑狼瘡。

## 例子
以下是自體免疫性疾病的一些例子。有關更詳盡的資料，請參見自體免疫性疾病列表。

### 乳糜瀉
乳糜瀉與胃腸道癌症和淋巴球增生性癌症有很密切的關係。在乳糜瀉，自體免疫性反應是由於人體對攝入的麩質（主要是來自小麥、大麥、和裸麥）喪失免疫耐受性所引起。因為胃腸道包括食道、胃、小腸、大腸、直腸、和肛門，攝入的麩質在過程中都會經過，人體罹患胃腸道癌症的風險會增加。如果在飲食中把麩質去除，則可部分減少或者消除胃腸道癌的發生率。另外，乳糜瀉與淋巴球增生性癌症，兩者之間有關聯性。

### 炎症性腸病
炎症性腸病與胃腸道癌症，以及一些淋巴球增生性癌症有關。炎症性腸病（IBD）可進一步分類為克隆氏或潰瘍性結腸炎兩類。罹患IBD的個人對存在腸道中的正常人類微生物群系失去免疫耐受性。由於患者的免疫系統會攻擊細菌並誘發慢性發炎，這情況與癌症風險增加有關聯。

### 多發性硬化症
多發性硬化症與降低罹患全身性癌症的風險有關聯，但與中樞神經系統癌症（主要是大腦）的風險增加有關。多發性硬化症是一種神經退化障礙性疾病，其中T細胞（一種特定類型的免疫細胞）攻擊大腦神經元中重要的髓鞘。神經系統的功能因此降低，導致發炎和隨後的腦部癌症發生。

### 類風濕性關節炎
類風濕性關節炎與人體身體各部的局灶性癌症，以及淋巴球增生性癌症呈現輕度但重要的關聯。類風濕性關節炎的發生是因為構成人體關節和軟骨的細胞變得有攻擊性並引起局部發炎。另外，慢性發炎和過度激活的免疫系統創造出有利於其他細胞轉化為惡性的環境。這可解釋慢性發炎與肺癌和皮膚癌的關聯性，以及其他血液癌症的風險增加，這些癌症均非受關節發炎的直接影響。

### 全身性紅斑狼瘡
專家表示全身性紅斑狼瘡與身體各部的局灶性癌症，以及淋巴球增生性癌症有關聯。這種病對多個器官系統發生影響，特徵是人體免疫耐受性廣泛的喪失。遍布全身的慢性發炎會促使其他細胞轉化為惡性，從而提高罹患全身性和淋巴球增生性癌症的風險。相反的，全身性紅斑狼瘡與某些癌症的減少有關聯。最好的解釋是這些區域的免疫監控（請參考免疫系統#腫瘤免疫）會增強，但是，坊間對於這些人體區域發病率較低的機制所知尚有限。

### 再生不良性貧血
再生不良性貧血的情況是人體無法產生足夠數量的血球。血球由骨髓中的幹細胞製造。再生不良性貧血造成所有血球類型（紅血球、白血球、和血小板）的貧乏。（請參考再生不良性貧血）
自體免疫性疾病的原因目前尚難了解。其中一些，例如全身性紅斑狼瘡會在家族內傳布，在某些情況下可能是由感染或其他環境因素所引起。自體免疫性疾病的種類超過100種。一般常見的有乳糜瀉、1型糖尿病、格雷夫斯症、炎症性腸病、多發性硬化症、銀屑病、類風濕性關節炎、和全身性紅斑狼瘡。

### 遺傳學
自體免疫性疾病是人體的免疫系統攻擊體內健康組織所產生的狀況。導致各個疾病的確切基因尚未被完全分離出來。然而，一些實驗方法，例如全基因組關聯分析已被用於辨識某些遺傳風險變異。專注於基因組分析和家族特徵遺傳分析的研究，讓科學家能進一步了解自體免疫性疾病，例如是1型糖尿病和類風濕型關節炎，它們的病原。
- 1型糖尿病是胰臟β細胞被免疫系統當作攻擊目標，破壞之後而罹患的疾病。[23]該病是胰島素基因（insulin gene，INS）在新生兒時期發生突變的結果（胰島素基因負責介導胰臟產生胰島素）。[23][24]INS基因位於11p15.5號染色體的短臂上，位於酪氨酸羥化酶和胰島素樣生長因子2（英语：Insulin-like growth factor 2）兩個基因之間。[25]除了11號染色體外，另外一個1型糖尿病的遺傳決定因素是位於6p21號染色體上的一個稱為主要組織相容性複合體（MHC）的基因座。[22]
- 類風濕性關節炎（RA）：目前還沒有針對這種狀況的完整遺傳圖譜，但有幾種基因被認為在類風性濕關節炎上發生作用。TNF受體相關因子1（英语：TNF receptor associated factor 1）（TRAF1）是其中之一。TRAF1位於9q33-34號染色體上。[26]此外，在RA患者的人類基因組中的B1基因裡面，常含有較高濃度的人類白細胞抗原-DRB1（英语：HLA-DRB1）等位基因。[26]由於各人基因內的多型性（英语：Gene polymorphism），所導致RA的嚴重程度會不一樣。[26]

### 環境因素
人們開始察覺到許多環境因素對自體免疫性疾病的發生，或是催化，有直接的影響。當前的研究顯示，有高達70％的自體免疫性疾病是受環境因素所引起，包括：化學物質、感染、飲食、和腸道菌叢失衡。下列的任一情況都很有可能是導致自體免疫性疾病發作的理論。
1. 環境因素（英语：environmental factor）
2. 口服免疫耐受性降低（請參考免疫耐受中英文部分#Oral tolerance and hypersensitivity）
3. 腸道菌叢失衡
4. 腸通透性（英语：Intestinal permeability）被強化
5. 免疫性反應情況增加
6. 自體免疫發生

化學物質可直接存在環境中，或以藥物形式存在，譬如：聯氨、染髮劑、三氯乙烯、檸檬黃、危險廢棄物、和工業排放物。
紫外線輻射是產生皮肌炎（一種自體免疫性疾病）的可能原因，接觸農藥可能有產生RA的作用，而維生素D被發現在預防老年人免疫性功能異常上有關鍵作用。感染介質被認為是T細胞的激活因素，T細胞被激活是種激活自體免疫性疾病的步驟。坊間對於這些機制所知相對有限，但是當前有用在解釋由感染所引發的自體免疫性疾病（例如格林－巴利綜合徵和風濕熱）的理論其中的一種。

## 病理生理學
人體的免疫系統通常會產生T細胞和B細胞，能與自體蛋白質發生反應，但是這些自身反應性細胞通常：1）.在免疫系統中變得活躍之前就被殺死，或者2）.是處於株落失能狀態（由於過度激活而在免疫系統中被靜默地移除），或3).被調節T細胞將它從免疫系統中的作用中移除。當前述三項機制中的任何一種失效的時候，在免疫系統中的自我反應細胞庫中仍可找到細胞來發揮功能。當T細胞發展成為成熟的免疫細胞過程中，胸腺內有逆向選擇機制會阻止自我反應性T細胞的形成。
某些感染，例如空腸彎曲菌，具有與我們自己的自我分子相似（但不相同）的抗原。在這種情況下，對空腸彎曲菌的正常免疫反應會導致產生抗體，這些抗體也會與神經軸突周圍的髓鞘神經節苷脂發生較小程度的反應（即格林－巴利症候群）。對自體免疫性疾病的病理生理學的重要理解，是利用全基因組關聯分析，這種分析已辨識出自體免疫性疾病之間的遺傳關聯程度。
另一方面，自體免疫是自體反應的表現（例如，自體抗體，自我反應性T細胞），但不一定會因此會產生損害或病理。也可能僅發生在某些器官（例如橋本氏甲狀腺炎），或者在身體不同區域的特定組織（例如古巴斯捷氏症候群導致肺部和腎臟的基底膜受到影響）。
關於自體免疫疾病如何產生的理論很多。下面列出一些常見的看法。

## 診斷
要將一種疾病視為自體免疫性疾病，需要符合維特斯基法則（維特斯基及其同事於1957年首次提出，並於1994年修改過）：
- 直接證據，來自致病的抗體，或者是致病的T細胞的傳導
- 間接證據，來自實驗動物身上複製出的自體免疫性疾病
- 根據臨床跡象得到的推論出的證據（英语：Circumstantial evidence）

早期自體免疫性疾病的症狀通常與常見疾病完全相同，包括：疲勞、發燒、不適、關節痛、和出疹。由於症狀因受影響的身體部位、致病因素、和不同個人而異，因此難以正確診斷。通常，診斷要從調查患者家族的遺傳易感性歷史開始。然後結合各種測試，因為沒有單獨一種測試就可識別出自體免疫性疾病。

### 抗核抗體
一種用於辨識出異常蛋白質的測試，稱為抗核抗體，是人體攻擊自身組織時所產生。它可對幾種疾病呈現出陽性反應。這種測試對診斷全身性紅斑狼瘡用處最大，呈陽性反應的比率為95％。

### 全血細胞計數
全血細胞計數是一項測量血細胞成熟度、數量、和體積的測試。針對的細胞包括：紅血球、白血球、血紅蛋白、血細胞比容、和血小板。根據這些計數的增或減，表示可能存有潛在的身體狀況；通常，自體免疫性疾病所表現的為白細胞計數低（白細胞減少症）。要作正確的診斷，仍需做進一步測試。

### 補體蛋白檢測
一種用於測量免疫系統蛋白質組（稱為血液補體系統）水準的作法。如果補體的水準低，就可能是有疾病的徵兆。

### C反應蛋白
C反應蛋白是一種由肝臟產生的蛋白，通常隨著身體發炎而增加，並且在有自體免疫性疾病時會大增。

### 紅細胞沉降率
這種測試用來測量患者的血細胞在試管中下降的速率。較快速的下降可能顯示有發炎，而發炎是自體免疫性疾病的常見症狀。
如果這些測試顯示有抗體異常和發炎，就需進一步測試以確定自體免疫性疾病是否存在。

## 治療
治療方式取決於疾病的類型和嚴重程度。大多數的自體免疫性疾病是慢性病，尚無法確定可完全治愈，但症狀可因治療而得到緩解，以及受到控制。總體而言，各種治療方法的目的是緩解症狀，並控制身體的自身免疫反應，同時讓患者保留能力，以抵抗可能遇到因做這種治療而有意想不到的其他疾病發生。傳統的治療方式包括使用免疫抑制劑，用來降低患者的整體免疫反應，例如：
- 非類固醇抗發炎藥，減輕發炎症狀
- 糖皮質激素，減輕發炎症狀
- 改善病情抗風濕藥物（英语：Disease-modifying anti-rheumatic drugs）（DMARD），減輕發炎性自體免疫反應對組織和器官的破壞作用

其他標準治療方法有：
- 維生素或激素補充劑，用於因發病而導致人體缺乏的物質（胰島素，維生素B12，甲狀腺激素等）
- 如果疾病與血液有關，則進行輸血
- 如果疾病影響到骨骼，關節或肌肉，則進行物理治療

由於這些藥物是用來減少針對患者自體組織的免疫反應，因此傳統治療法會有副作用，例如容易受到致命性感染的威脅。當傳統治療方法失效的時候，目前在治療自體免疫性疾病方面的研究、開發、和應用則有新的進展。這些方法或者是阻斷體內病原細胞的激活，或者改變抑制這些細胞的自然路徑。這些進展的目標是提供對患者毒性較小，而目標更明確的治療方式。這些方式包括：
- 可以用來阻斷促炎細胞因子的單株抗體
- 抗原特異性免疫療法，可使免疫細胞專門導引攻擊引起那些自體免疫性疾病的異常細胞[43]
- 協同刺激性（英语：Co-stimulation）阻斷，把導致自身免疫反應的途徑給阻斷
- 調節性T細胞療法，利用這種特殊類型的T細胞來抑制自體免疫反應[41]

## 流行病學
由DL Jacobson等人於1997年發表的資料，針對美國人在自體免疫性疾病整體流行率做首次的估計。他們報告說，在2.79億的美國人之中，對24種疾病的患病率的估算，人數約為900萬。DL Jacobson的資料在2012年由Scott M Hayter以及Matthew C Cook兩位更新。這項研究使用Rose NR和Bona C修訂的維特斯基法則，將疾病名單擴展到81種，在這81種自體免疫性疾病中美國人的總體患病率為5.0％，其中男性為3.0％，女性為7.1％。由於許多人患有一種以上的疾病，修正後估計的整體社區患病率為4.5％，其中男性為2.7％，女性為6.4％。

## 研究
人類自體免疫性和發炎性疾病，都是後天性，或者是先天性免疫系統的異常反應所引起。在自身免疫，患者的免疫系統被激活而攻擊人體自身的蛋白質。在慢性發炎性疾病，中性粒細胞和其他白血球被細胞因子和趨化因子持續性地吸收，導致組織損傷。
利用激活抗發炎基因以及抑制免疫細胞中的發炎基因的方式來減輕發炎，是一種前景不錯的治療方法。有眾多的證據顯示，一旦自身抗體的產出被啟動之後，自身抗體便有能力維持自動的產出。
幹細胞移植的方式也被研究，並且在某些案例有不錯的成果。

### 改變聚醣理論
根據這項理論，免疫反應的效應子功能是由免疫系統的細胞和體液免疫成分所有的聚醣（多醣）所介導。具有自體免疫問題的患者，免疫細胞內的糖基化調整，也會傾向促炎性免疫反應。這可進一步假設患者個體自身的免疫性疾病，各自具有獨特的聚醣特徵。

### 衛生假說
根據衛生假說，與過往相比，今日的高度清潔讓兒童接觸到較少的抗原，導致他們的免疫系統會過度活躍，更有可能將他們自己的組織誤認為是異物，而導致自體免疫性或過敏性疾病，譬如說像是哮喘的發生。

## 延伸閱讀
- Kumar V, Abbas AK, Fausto N, Aster J.  8th. Elsevier. 2010: 1464. ISBN 978-1-4160-3121-5.
- Asherson R (编). . Elsevier.   [2018-07-22]. （原始内容存档于2011-08-09）.

## 外部連結
- 中的“Autoimmune disorders”